# Orlî, Pokrovske
Orlî (în ucraineană Орли) este localitatea de reședință a comunei Orlî din raionul Pokrovske, regiunea Dnipropetrovsk, Ucraina.

## Demografie
Componența lingvistică a localității Orlî
     Ucraineană (95,08%)
     Rusă (4,15%)
Conform recensământului din 2001, majoritatea populației localității Orlî era vorbitoare de ucraineană (95,08%), existând în minoritate și vorbitori de rusă (4,15%).